# Giovanni Gabrieli
Giovanni Gabrieli (1557 - 12 d'agost de 1612) va ser un compositor i organista venecià. Va ser un dels músics més influents de la seva època, i amb ell arriba la màxima esplendor de l'escola veneciana, i representa el marc en el que va esdevenir la transició de la música del Renaixement a la del Barroc.

## Biografia
Es desconeix la data exacta del seu naixement tot i que probablement va ser a Venècia, que en aquell temps formava part de la República de Venècia. S'ha calculat la data de naixement a partir de l'epitafi que hi ha a l'església de Santo Stefano (Sant Esteve) dels frares agustins de Venècia:
Tot i així hi ha caràcters poc clars que segueixen mantenint el debat, ja que no se sap si diu que va morir als 56 o als 58 anys.

### Primers anys
Giovanni era un de cinc fills del germà del gran Andrea Gabrieli, i deuria néixer poc després que el seu pare es traslladés des de Càrnia i s'instal·lés a Venècia. Se'n sap poc sobre la seva infantesa; probablement deuria estudiar amb el seu oncle Andrea com se'n desprèn en part pels seus escrits posteriors.
Va marxar a Múnic per estudiar amb el famós Ferdinando di Lasso, amic del seu oncle Andrea, a la cort del Duc Albrecht V de Baviera. A Múnic probablement s'hi va quedar fins al 1579, any de la mort del duc.

### Sant Marc de Venècia
Cap al 1584 hauria estat organista suplent a Sant Marc de Venècia, en absència de Claudio Merulo, i quan el 1585 aquest va deixar el càrrec, va concursar i guanyar el càrrec de manera permanent. Allà va tenir avantatjats alumnes com Alessandro Grandi. També aquell any va començar a treballar d'organista a la "Scuola Grande de San Rocco". Mantindria ambdós llocs de treball fins a la seva mort.
A partir de la mort del seu oncle el va succeir com a compositor principal de San Marc, i es va encarregar de recopilar i editar l'obra del seu oncle. Fruit d'aquesta tasca, el 1587 es van publicar la col·lecció de Concerti que varen ser una referència fonamental de la música veneciana.

### Reconeixement internacional
La seva fama, incrementada per edicions de la seva obra a Alemanya en gran part fetes per Caspar Hassler, li va atreure gran quantitat d'alumnes, fonamentalment d'aquest país, entre els quals es va destacar Heinrich Schütz.
Des de 1606 va patir problemes de ronyó (càlculs renals), que el van obligar a deixar part de les seves responsabilitats. Va morir el 12 d'agost de 1612 a causa de complicacions derivades de la seva malaltia.

## Obra
Giovanni Gabrieli va compondre diverses obres seguint l'estil del seu oncle però accentuant encara més els contrasts, amb un major dramatisme i color. Igual com altres compositors de l'escola veneciana, el seu estil es va veure notablement influït per les característiques particulars de l'església de Sant Marc. Aquesta basílica té les seves galeries separades i per això els orgues i els cors s'ubicaven en costats oposats; a més l'acústica era excel·lent.
Cap a 1597 publicà la seva pròpia col·lecció Sacrae symphoniae que li atorga una fama a nivell internacional. Cal destacar la Sonata pian i forte on, possiblement per primera vegada, es donen indicacions de dinàmica (piano, forte) segons que les orquestres toquessin soles o juntes.
La seva primera composició es troba en una col·lecció publicada a Venècia el 1575 amb el títol: Il secondo libro de' madrigali a 5 voci de' floridi virtuosi del serenissimo duca di Baviera, con una a dieci.

### Llista d'obres
Cal destacar:
- Psalmi paenitentiales sex vocibus Venetiis, 1585
- Madrigali a sei voci od istromenti, da cantare osia da suonare Venezia, 1585
- Il primo libro di madrigali et ricercari a quattro voci, Venècia, A. Gandane, 1587
- Canti concerti di Andrea e di Gio. Gabrieli, organisti della serenissima signoria di Venezia, continenti musica di chiesa, madrigali ed altri per voci e stromenti musicali a 6, 7, 8, 10, 12,16, ecc..., Venècia, A. Gandane 1587
- Ecclesiasticae cantiones quatuor, quinque, et sex vocibus
- Intonazioni d'organo, libro I
- Ricercari per l'organo, libro II
- Ricercari per l'organo, libro III
- Sacrae symphoniae